# سفارت هلند در واشینگتن
سفارت هلند در واشینگتن (به انگلیسی: Embassy of the Netherlands) یک سفارت در ایالات متحده آمریکا است که در واشینگتن، دی.سی. واقع شده‌است.